# Terek (ville)
Pour les articles homonymes, voir Terek.
Terek (en russe : Терек) est une ville de la république de Kabardino-Balkarie, en Russie, et le centre administratif du raïon de Terek. Sa population s'élevait à 19 539 habitants en 2020.

## Géographie
Terek est arrosée par le fleuve Terek et se trouve à 59 km de Naltchik, la capitale de la république.

## Histoire
Elle est fondée en 1876. Le 24 octobre 1945, le village de Terek accède au statut de commune urbaine et en 1967 à celui de ville.

## Population

### Démographie
Recensements ou estimations de la population
| 1939* | 1959* | 1970*  | 1979*  | 1989*  | 2002*  | 2010*  | 2012   |
| ----- | ----- | ------ | ------ | ------ | ------ | ------ | ------ |
| 4 485 | 6 647 | 10 422 | 12 335 | 16 559 | 20 255 | 19 170 | 19 273 |

| 2013   | 2014   | 2015   | 2016   | 2017   | 2018   | 2019   | 2020   |
| ------ | ------ | ------ | ------ | ------ | ------ | ------ | ------ |
| 19 329 | 19 446 | 19 442 | 19 426 | 19 449 | 19 489 | 19 494 | 19 539 |

### Nationalités
Au recensement de 2002, la population de Terek se composait de :
- 82,8 % de Kabardes
- 12,0 % de Russes
- 1,3 % d'Ossètes

## Économie
La principale entreprise de Terek est la société OAO Terekalmaz, fondée en 1960 et qui fabrique des foreuses diamant pour l'exploitation minière, l'industrie et les travaux publics.